# 錢皮恩 (密歇根州)
錢皮恩是位於美國密歇根州馬凱特縣錢皮恩鎮區的一個非建制地區。

## 歷史
錢皮恩的郵局於1869年設立。此地得名自附近的錢皮恩鐵礦場（Champion Iron Mine）。

## 地理
錢皮恩所處的海拔為高於海平面485米（即1591英呎），而該地所採用的時區為UTC-5，即北美东部時區（EST）。同時該地設有夏令時間，為UTC-5調快一小時，即UTC-4（EDT）。